# Aphanopsis coenosa
Aphanopsis coenosa är en lavart som först beskrevs av Erik Acharius, och fick sitt nu gällande namn av Coppins & P. James. Aphanopsis coenosa ingår i släktet Aphanopsis och familjen Aphanopsidaceae.   Inga underarter finns listade i Catalogue of Life.